# Liga I 2014/2015
Liga I 2014/2015 var den 97:e säsongen av Liga I, den högsta fotbollsdivisionen i Rumänien. Säsongen startade 25 juli 2014 och avslutades 30 maj 2015. De regerande mästarna Steaua București försvarade sin titel och vann serien för 26:e gången.
På grund av att Liga I minskade antalet lag från 18 till 14 inför säsongen 2015/16 så degraderades sex lag detta år.

## Tabell
CFR Cluj, Universitatea Craiova, Petrolul Ploiești och Dinamo București fick inte någon plats i Europacuperna då klubbarna inte har någon UEFA-licens.
| Nr | Lag                   | S  | V  | O  | F  | GM | IM | MS  | P  |
| -- | --------------------- | -- | -- | -- | -- | -- | -- | --- | -- |
| 1  | Steaua București      | 34 | 22 | 5  | 7  | 59 | 23 | +36 | 71 |
| 2  | Târgu Mureș           | 34 | 20 | 8  | 6  | 51 | 25 | +26 | 68 |
| 3  | CFR Cluj              | 34 | 16 | 9  | 9  | 46 | 29 | +17 | 57 |
| 4  | Astra Giurgiu         | 34 | 15 | 12 | 7  | 53 | 27 | +26 | 57 |
| 5  | CS U Craiova          | 34 | 14 | 11 | 9  | 40 | 34 | +6  | 53 |
| 6  | Petrolul Ploiești     | 34 | 14 | 10 | 10 | 42 | 30 | +12 | 52 |
| 7  | Dinamo București      | 34 | 13 | 9  | 12 | 47 | 44 | +3  | 48 |
| 8  | Botoșani              | 34 | 12 | 11 | 11 | 40 | 43 | −3  | 47 |
| 9  | Pandurii Târgu Jiu    | 34 | 12 | 9  | 13 | 47 | 42 | +5  | 45 |
| 10 | CSMS Iași             | 34 | 11 | 10 | 13 | 31 | 39 | −8  | 43 |
| 11 | Viitorul Constanța    | 34 | 11 | 10 | 13 | 44 | 54 | −10 | 43 |
| 12 | Concordia Chiajna     | 34 | 9  | 14 | 11 | 39 | 44 | −5  | 41 |
| 13 | Gaz Metan Mediaș      | 34 | 8  | 15 | 11 | 29 | 34 | −5  | 39 |
| 14 | Brașov                | 34 | 9  | 9  | 16 | 33 | 46 | −13 | 36 |
| 15 | Universitatea Cluj    | 34 | 8  | 11 | 15 | 29 | 41 | −12 | 35 |
| 16 | Rapid Bukarest        | 34 | 8  | 9  | 17 | 21 | 42 | −21 | 33 |
| 17 | Oțelul Galați         | 34 | 7  | 11 | 16 | 24 | 45 | −21 | 32 |
| 18 | Ceahlăul Piatra Neamț | 34 | 6  | 9  | 19 | 25 | 58 | −33 | 27 |

## Skytteliga
| Rank | Spelare               | Klubb              | Mål |
| ---- | --------------------- | ------------------ | --- |
| 1    | Grégory Tadé          | CFR Cluj           | 18  |
| 2    | Mihai Roman           | Pandurii Târgu Jiu | 16  |
| 3    | Bogdan Mitrea         | Viitorul Constanța | 14  |
| 4    | Claudiu Keșerü        | Steaua București   | 12  |
| 4    | Ousmane N'Doye        | Târgu Mureș        | 12  |
| 6    | Kamil Biliński        | Dinamo București   | 11  |
| 6    | Toto Tamuz            | Petrolul Ploiești  | 11  |
| 6    | Marian Constantinescu | Brașov             | 11  |
| 9    | Constantin Budescu    | Astra Giurgiu      | 10  |
| 10   | Ioan Hora             | Târgu Mureș        | 9   |
| 10   | Attila Hadnagy        | Botoșani           | 9   |
| 10   | Tha'er Bawab          | CS U Craiova       | 9   |